# Kabinet-Stanisjev
Het Kabinet-Stanisjev was een kabinet in Bulgarije dat tussen 17 augustus 2005 en 27 juli 2009 aan de macht was. Het was een coalitieregering onder minister-president Sergej Stanisjev (BSP) en bestond uit de volgende partijen:
| Partij                             | Bulgaarse naam                                                                       | ideologisch                                     |
| ---------------------------------- | ------------------------------------------------------------------------------------ | ----------------------------------------------- |
| Bulgaarse Socialistische Partij    | Българска социалистическа партия Bǎlgarska Socialističeska Partija                   | sociaaldemocratisch                             |
| Nationale Beweging Simeon II       | Национално движение Симеон Втори Nacionalno Dviženie Simeon Vtori                    | liberaal                                        |
| Beweging voor Rechten en Vrijheden | Движение за права и свободи Dviženie za Prava i Svobodi, Hak ve Özgürlükler Hareketi | liberaal; vertegenwoordigt de Turkse minderheid |

Daarnaast kende deze regering nog enkele partijloze ministers.

## Samenstelling
Het kabinet (Raad van Ministers) bestond uit 18 ministers:
| Persoon             | ministerie                                             | partij     |
| ------------------- | ------------------------------------------------------ | ---------- |
| Sergej Stanisjev    | minister                                               | BSP        |
| Ivajlo Kalfin       | vicepremier, minister van Buitenlandse Zaken           | BSP        |
| Daniel Vultsjev     | vicepremier, minister van Onderwijs en Wetenschappen   | NDSV       |
| Emel Etem Tosjkova  | vicepremier, minister van Noodgevallen                 | DPS        |
| Plamen Oresjarski   | minister van Financiën                                 | partijloos |
| Roemen Ovtsjarov    | minister van Economie en Energie                       | BSP        |
| Petar Moetaftsjiev  | minister van Transport                                 | BSP        |
| Roemen Petkov       | minister van Binnenlandse Zaken                        | BSP        |
| Stefan Danajlov     | minister van Cultuur                                   | BSP        |
| Assen Gagauzov      | minister van Regionale Ontwikkeling en Openbare Werken | BSP        |
| Radoslav Gajdarski  | minister van Volksgezondheid                           | BSP        |
| Emilia Maslarova    | minister van Arbeid en Sociale Zaken                   | BSP        |
| Nikolaj Vassilev    | minister van Openbare Diensten                         | NDSV       |
| Georgi Petkanov     | minister van Justitie                                  | NDSV       |
| Veselin Bliznakov   | minister van Defensie                                  | NDSV       |
| Meglena Koeneva     | minister van Europese Zaken                            | NDSV       |
| Nihat Kabil         | minister van Land- en Bosbouw                          | DPS        |
| Dzjevdet Tsjarkarov | minister van Milieu en Water                           | DPS        |